# Andreaea
Andreaea es un género de musgos perteneciente a la familia Andreaeaceae. Comprende 173 especies descritas y de estas, solo 109 aceptadas:

## Taxonomía
El género fue descrito por  Johann Hedwig y publicado en Species Muscorum Frondosorum 47. 1801. 

## Especies aceptadas
A continuación se brinda un listado de las especies del género Andreaea aceptadas hasta diciembre de 2014, ordenadas alfabéticamente. Para cada una se indica el nombre binomial seguido del autor, abreviado según las convenciones y usos. 
1. Andreaea acuminata - Tasmania
2. Andreaea acutifolia - Tasmania, Nueva Zelanda, Hawái, Colombia, Chile, Bolivia
3. Andreaea alpina - Groenlandia, Lesotho, South Africa, Chile, Noruega, Scotland
4. Andreaea amblyophylla - Australia
5. Andreaea angustata - Switzerland, Austria, Baviera
6. Andreaea angustifolia  - Bolivia
7. Andreaea apiculata - Nueva Zelanda
8. Andreaea appendiculata
9. Andreaea arachnoidea - Bolivia
10. Andreaea aterrima - Archipiélago Bismarck
11. Andreaea atlantica - Tristan da Cunha
12. Andreaea australis - Australia, Nueva Zelanda
13. Andreaea barbuloides - Bolivia
14. Andreaea bistratosa - South Africa
15. Andreaea blyttii - northern Europa, Siberia, Canadá, Groenlandia, USA (AK WA OR CA)
16. Andreaea borbonica - Réunion
17. Andreaea brevifolia - Patagonia
18. Andreaea brevipes - Colombia, Perú, Ecuador, Bolivia
19. Andreaea camerunensis - Camerún
20. Andreaea clavata - Bolivia, Perú
21. Andreaea cockaynei - Nueva Zelanda
22. Andreaea cucullata - Kenia, Tanzania
23. Andreaea densifolia - China
24. Andreaea depressinervis - Antarctica
25. Andreaea dissitifolia - Bolivia
26. Andreaea erythrodictyon - Bolivia
27. Andreaea eximia - Tasmania
28. Andreaea filiformis - Chukchi
29. Andreaea firma - central Africa
30. Andreaea flabellata - Tasmania
31. Andreaea flexuosa - New Zealand
32. Andreaea fragilis - Antártida, Patagonia
33. Andreaea frigida - Europe
34. Andreaea fuegiana - Tierra del Fuego, Polonia
35. Andreaea gainii  - Antarctica
36. Andreaea gibbosa - Nueva Zelanda
37. Andreaea grimmioides - Tierra del Fuego
38. Andreaea grimsulana - Nueva Zelanda
39. Andreaea hamulata - Brasil
40. Andreaea hartmanii - Alaska, Siberia, Scandinavia
41. Andreaea heinemannii - USA (AK OR CA CO), Canadá (BC YT), Europe, Asia, Islas Canarias, Kerguelen, Madeira
42. Andreaea huttonii - Nueva Zelanda
43. Andreaea indica - India
44. Andreaea javanica - Java
45. Andreaea karsteniana - high Andes
46. Andreaea kilimandscharica - Kenia, Tanzania, Zimbabue, Uganda
47. Andreaea kinabaluensis - Sabah
48. Andreaea laticuspis - Bolivia
49. Andreaea latinervis - Tierra del Fuego
50. Andreaea laxifolia - Hermite Is, Islas Malvinas, Campbell I, Auckland Is
51. Andreaea leiophylla - Tierra del Fuego
52. Andreaea lorentziana - Antarctica, Patagonia
53. Andreaea marginata - Hermite Is, Kerguelen
54. Andreaea megistospora - AK BC WA UK Ireland Norway
55. Andreaea microphylla - Minas Gerais
56. Andreaea microvaginata - Australia
57. Andreaea mildbraedii - central Africa
58. Andreaea mitchellii - Nueva Zelanda
59. Andreaea morrisonensis - China
60. Andreaea mutabilis -
61. Andreaea nana - Bismarck Is
62. Andreaea naumannii - Bismarck Is
63. Andreaea nitida - Auckland Is
64. Andreaea nivalis - Greenland, Canadá
65. Andreaea novae-zealandiae - New Zealand
66. Andreaea novoguinensis -  Papua New Guinea
67. Andreaea obovata - Canadá, Groenlandia, Alaska, Central Africa
68. Andreaea obtusissima - Nueva Zelanda
69. Andreaea opaca - Europe
70. Andreaea pachyphylla - Tierra del Fuego
71. Andreaea parallela - Islas Bismarck
72. Andreaea patagonica - Antarctica, Tierra del Fuego
73. Andreaea peruviana - Perú
74. Andreaea pilifera - Antarctica, Tierra del Fuego
75. Andreaea planinervia - Europe
76. Andreaea pseudomutabilis - Antarctica, Tierra del Fuego
77. Andreaea purpurascens - Europe
78. Andreaea regularis - Antarctica, South Georgia, Bolivia
79. Andreaea remotifolia - Antarctica
80. Andreaea rigida - India
81. Andreaea robusta - Bolivia
82. Andreaea rothii - Europa, North America
83. Andreaea rupestris - Europe, Groenlandia, Alaska, Canadá (Nun Que)
84. Andreaea schofieldiana - California BC
85. Andreaea semisquarrosa - Antarctica, Tierra del Fuego
86. Andreaea seriata - Europa
87. Andreaea sinuosa - Europa BC Alaska
88. Andreaea sparsifolia - Escandinavia
89. Andreaea spurioalpina - Río de Janeiro
90. Andreaea squamata - Bismarck Is
91. Andreaea squarrifolia - Tristan da Cunha
92. Andreaea squarrosa - Bolivia
93. Andreaea squarrosofiliformis - Minas Gerais
94. Andreaea striata - Bolivia, Brasil
95. Andreaea subappendiculata - Bismarck Is
96. Andreaea subremotifolia - Antarctica
97. Andreaea subulata - Hermite Is, Islas Malvinas
98. Andreaea taiwanensis - Taiwán
99. Andreaea tsaratananae - Madagascar, Réunion
100. Andreaea tunariensis - Bolivia
101. Andreaea turgescens - Costa Rica
102. Andreaea urophylla -  Ecuador
103. Andreaea vaginalis - Antarctica
104. Andreaea vilocensis - Bolivia
105. Andreaea viridis - Antarctica
106. Andreaea vulcanica
107. Andreaea wangiana - Yunnan, Sichuan, Tíbet
108. Andreaea willii -  South Georgia
109. Andreaea wilsonii - Campbell I, Auckland Is